# Cinquième Set
Pour plus de détails, voir Fiche technique et Distribution.
Cinquième Set (également typographié 5ème Set) est un film français réalisé par Quentin Reynaud, sorti en 2021.
Il est présenté en avant-première au festival du film francophone d'Angoulême 2020, puis hors compétition au festival du film de Zurich.

## Synopsis
Thomas Edison, bientôt âgé de 38 ans, est un joueur de tennis dont la carrière n'a jamais vraiment décollé. Pourtant, 17 ans plus tôt, il était l’un des plus grands espoirs de ce sport en France. Mais une défaite en demi-finale du tournoi de Roland-Garros en 2001 l’a fortement marqué, ainsi que des blessures régulières. Il stagnera ensuite dans les profondeurs du classement.
Aujourd’hui professeur de tennis pour enfants, Thomas refuse pourtant d’abdiquer. Il se prépare pour le tout dernier défi de sa carrière, participer aux tours qualificatifs du tournoi de Roland-Garros. Il est désormais envahi par un désir de sauver son honneur et se lance à fond dans ce dernier challenge, malgré la désapprobation de ses proches dont sa femme Ève et sa mère Judith. Thomas est d'autant plus motivé qu'il suit assidûment l'ascension d'un jeune Français, Damien Thosso, âgé de 17 ans, qui participe lui aussi à ce tournoi.

## Fiche technique
- Titre original : Cinquième Set
- Titre international anglophone : Final Set[1]
- Réalisation et scénario : Quentin Reynaud
- Musique : Delphine Malaussena
- Décors : Pascal Le Guellec
- Costumes : Amandine Cros
- Photographie : Vincent Mathias
- Montage : Jean-Baptiste Beaudoin
- Mixage : Fabien Devillers
- Production : Léonard Glowinski
- Sociétés de production : 22h22 ; coproduit par Apollo Films et Studiocanal ; en association avec la SOFICA Cofimage 31
- Société de distribution : Apollo Films (France)
- Pays de production :  France
- Budget : 4,42 millions d'euros
- Langue originale : français
- Format : couleur
- Genre : drame
- Durée : 105 minutes
- Dates de sortie[2] :
  - France : 30 août 2020 (festival du film francophone d'Angoulême[3]) ; 16 juin 2021 (sortie nationale)
  - Suisse : 29 septembre 2020 (festival du film de Zurich - Premières Gala[1])

 Sauf indication contraire, les informations mentionnées dans cette section peuvent être confirmées par la base de données cinématographiques IMDb,  présente dans la section « Liens externes ».

## Distribution
- Alex Lutz : Thomas Edison (doublé par Frédéric Petitjean dans les phases de jeu tennistique [4])
- Ana Girardot : Ève, la femme de Thomas
- Kristin Scott Thomas : Judith, la mère de Thomas
- Jürgen Briand	: Damien Thosso
- Tariq Bettahar : Marc
- Quentin Reynaud : J. B.
- Damien Gouy : Alexis
- Hervé Pauchon : Patrick Gendre
- Alexandre Blazy : Stéphane Garcia
- Fabienne Galula : Chloé Delorme
- Laurent Marion
- Mary Patrux :  la journaliste de BeIn Sports
- Rosa Bursztein : une journaliste
- Sandra Rosinsky : Margaux
- Paul-Henri Mathieu : lui-même
- Lionel Chamoulaud : lui-même, commentateur (voix seulement)
- Arnaud Di Pasquale : lui-même, commentateur (voix seulement)
- Alex Corretja : lui-même (images d'archives de Roland-Garros 2001)

## Production

### Genèse et développement
Le film est écrit et réalisé par Quentin Reynaud, ancien joueur de tennis classé 2/6.

### Distribution des rôles
Alex Lutz avait déjà tourné dans Paris-Willouby (2015) sous la direction de Quentin Reynaud. Les deux hommes se retrouvent un jour lors d'un trajet en train. Ils discutent alors d'un projet que Quentin Reynaud a en tête depuis neuf ans. L'acteur n'avait jamais joué au tennis avant ce film. Il s'est intensément préparé :

« Conseillé par un coach, je me suis astreint à taper sans relâche dans des balles, en en ratant beaucoup, énormément. J’ai d’abord très très mal joué, puis mal joué. Je ne joue toujours pas bien, mais il y a un mieux (rire). Cette maladresse n’était pas grave car pour les séquences de matches ou d’entraînement, le rôle demandait essentiellement de savoir mettre, avec le maximum de naturel, trois balles dans sa poche, ou de les faire rebondir par terre, ou d’amorcer un service vraisemblable. »

### Tournage
Le tournage a notamment lieu en septembre 2019 dans l'enceinte du stade Roland-Garros à Paris, notamment le court n°14. Il s'agit du premier long métrage tourné dans cette enceinte. Le réalisateur déclare : « Nous avons eu la chance d’avoir l’oreille attentive du Président de la Fédération française de tennis, Bernard Giudicelli. Il a bien perçu que le projet célébrait les valeurs du tennis, un peu comme Black Swan rendait honneur à celles de la danse classique. [...] Nous sommes restés quatre semaines dans ce lieu mythique, soit plus longtemps que les joueurs qui viennent y disputer les tournois. L’expérience a été formidable, techniquement et émotionnellement. Jusque-là Roland Garros était pour moi un rêve inaccessible, pendant un mois, ce lieu est devenu ma maison. »
En octobre 2019, l'équipe tourne également quelques jours à Fontenay-aux-Roses dans les Hauts-de-Seine.

## Accueil

### Critique
Lors du festival du film francophone d'Angoulême, Thierry Chèze du magazine Première écrit notamment : « Tout cela s’effondrerait [...] si l’on ne croyait pas en Lutz champion de tennis. Car on ne verrait plus que ça. Mais ici, le comédien réussit une double performance : émotionnelle (la manière dont, intérieurement, il traduit les espoirs retrouvés de son personnage alors qu’il les croyait perdus à jamais, les humiliations qu’il subit comme la façon dont les regards des autres de nouveau posés sur lui le grisent) et physiquement (dans les échanges superbement filmés par Quentin Reynaud, dont on voit qu’il maîtrise son sujet). »

### Box-office
| Pays ou région | Box-office     | Date d'arrêt du box-office | Nombre de semaines |
| -------------- | -------------- | -------------------------- | ------------------ |
| France         | 52 808 entrées | 20 juillet 2021            | 5                  |
| Total mondial  | 414 379 $      | -                          | -                  |